# Raninoidea
Raninoidea is een superfamilie van kreeftachtigen uit de klasse van de Malacostraca (hogere kreeftachtigen).

## Familie
- Lyreididae Guinot, 1993
- Raninidae De Haan, 1839